# Кордопски емират
Кордопски емират (арап. إمارة قرطبة) је била самостална држава на Пиринејском полуострву формирана од стране Омејада 756. године. Престоница емирата био је град Кордоба. Емират је постојао до 929. године када је проглашен калифатом.

## Историја
Након пораза код Поатјеа (732) и Нарбоне (740) муслимани су одустали од ширења своје државе у Галији. Десетак година касније долази до револуције на истоку. Династију Омејада збацила је династија Абасида која је за своју престоницу одредила Багдад. Преживели чланови династије Омејада бежали су на запад. Неки од њих стигли су чак до Пиринејског полуострва. Један од њих, Абдурахман I, прекинуо је све везе између Ал-Андалуза и Абасида и са војском састављеном од Бербера освојио Кордобу. Потом се прогласио за емира (756). Главнину војне снаге Кордопског емирата чинили су Бербери. Абдурахман је водио борбу са присталицама Абасида на Полуострву. Око својег емирата формирао је четири марке тј. ненасељених области које су га штитиле од изненадних напада непријатеља. Успешно је ратовао против Франака под Карлом Великим северно од реке Ебро. Изгубљене територије, међутим, није успео повратити. Умро је 788. године. Наследио га је Хишам I. Хишам је предузимао неколико похода на север против хришћанских држава. Није успео да их покори. Током владавине Хишамовог наследника, Абдурахмана II, марке почињу да воде самосталну политику. У исто време долази до напада Нормана на Кадиз и Севиљу (844) због чега Арабљани граде флоту.
Почетком 10. века долази до немира унутар Абасидског калифата. Абдулах ел Махди Билах 909. године оснива Фатимидски калифат у данашњем Тунису. Абдулах помаже одметање држава зависних од Абасидског калифата. Кордопски емират је један од њих. Емир Абдурахман III прогласио се 929. године калифом. Кордопски емират постао је калифат.

## Емири Кордобе
- Абдурахман I (756-788)
- Хишам I (788-796)
- Ел Хакам I (796-822)
- Абдурахман II (822-852)
- Мухамед I (852-886)
- Ел Мундир (886-888)
- Абдулах (888-912)
- Абдурахман III (912-929)